# Респавн
Респавн (також респаун, англ. respawn) — це певне місце в відеогрі, звідки персонаж продовжує гру в разі повної втрати здоров'я (рідше при інших обставинах).

## Респавн в симуляторах, стратегіях, RPG, шутерах
У цих іграх респавн зазвичай являє собою або місце останнього збереження, або певна характерна локація (наприклад, лікарня). У таких іграх кількість життів необмежена, тому гравець може безліч разів «спавнитися» у певній локації. Зазвичай існує декілька місць для респавну. Після респавну гравцю повертається все втрачене здоров'я, але втрачаються певні очки досвіду.

## Респавн в платформерах, пригодницьких іграх
В таких іграх в разі втрати життя гравець продовжує гру або з початку рівня, або з місця останнього чек-поїнту. Це місце і можна вважати умовним респавном. Кількість життів у таких іграх обмежена, і після втрати останньої замість респавну гравець бачить головне меню та надпис «Гру завершено». Кількість пунктів для респавну дорівнює кількості чек-поїнтів. Після респавну гравець втрачає одне життя, але отримує відновлене здоров'я.

## Респавн в багатокористувацьких іграх
В багатокористувацьких іграх респавн іноді називають базою. Механізм респавну в багатокористувацьких іграх схожий з механізмом респавну в однокористувацьких шутерах та RPG. Кількість життів, звичайно ж, необмежена, тому «спавнитися» можна безліч разів. Місце респавну є сталим і залежить від налаштувань гравця (його досвіду (зрідка), його належності до певної команди). Його можна змінити лише з деякими іншими характеристиками. Після респавну гравцю повертається максимальне значення здоров'я, якщо це шутер, повертається вся характерна для типу персонажа зброя.